# Savignac-les-Églises
Savignac-les-Églises (okcitansko Savinhac de las Gleisas) je naselje in občina v francoskem departmaju Dordogne regije Akvitanije. Leta 2007 je naselje imelo 953 prebivalcev.

## Geografija
Kraj leži v pokrajini Périgord ob reki Isle, 18 km severovzhodno od Périgueuxa.

## Uprava
Savignac-les-Églises je sedež istoimenskega kantona, v katerega so poleg njegove, vključene še občine Antonne-et-Trigonant, Le Change, Cornille, Coulaures, Cubjac, Escoire, Ligueux, Mayac, Négrondes, Saint-Pantaly-d'Ans, Saint-Vincent-sur-l'Isle, Sarliac-sur-l'Isle in Sorges z 9.383 prebivalci.
Kanton Savignac-les-Églises je sestavni del okrožja Périgueux.

## Pobratena mesta
- Ruente (Kantabrija, Španija);